# Беххофен (Палатинат)
Беххофен (њем. Bechhofen) општина је у њемачкој савезној држави Рајна-Палатинат. Једно је од 84 општинска средишта округа Југозападни Палатинат. Према процјени из 2010. у општини је живјело 2.198 становника. Посједује регионалну шифру (AGS) 7340203.

## Географски и демографски подаци
Беххофен се налази у савезној држави Рајна-Палатинат у округу Југозападни Палатинат. Општина се налази на надморској висини од 222 метра. Површина општине износи 6,6 km². У самом мјесту је, према процјени из 2010. године, живјело 2.198 становника. Просјечна густина становништва износи 334 становника/km².